# Eagle (Wisconsin)
Pour les articles homonymes, voir Eagle.
Eagle est un village du comté de Waukesha, dans l'État du Wisconsin, aux États-Unis. En 2020, il comptait une population de 2 071 habitants.